# Lừa hoang Nubia
Lừa hoang Nubia (Danh pháp khoa học: Equus africanus africanus) là một phân loài của loài lừa hoang châu Phi (Equus africanus) và cũng có thể là tổ tiên của những con lừa nhà vốn là từ những con lừa được thuần khoảng 6.000 năm trước đây. Lừa hoang Nubian có khả năng tuyệt chủng trong tự nhiên nhất kể từ những năm 1950. Tuy nhiên, Danh sách đỏ IUCN vẫn đề cập đến nó như là loài không được đánh giá. Nó có liên quan chặt chẽ đến lừa hoang Somali mà cũng đang trên bờ vực tuyệt chủng trong tự nhiên.

## Phân loài
Trong năm 2014, các mẫu máu từ bốn con lừa hoang dã cá thể từ đảo Bonaire được gửi về Cục Thú Integrative Biosciences tại Texas A & M University có trình tự DNA ti thể được thực hiện để xác định danh tính của loài này. Các bài kiểm tra kết quả đã được kết luận rằng con lừa đã có lịch sử từ lâu và rằng kết quả này chỉ ra rằng những con lừa Bonaire là hậu duệ trực tiếp của Nubian. Vào tháng 3 năm 2014, Craig C. Downer, một nhà nghiên cứu động vật hoang dã sinh thái học và là thành viên của Ủy ban Survival IUCN Loài và Chủ tịch Quỹ heo vòi Andean/Wild Horse và Quỹ Burro đã gửi một bức thư cho Thống đốc Bonaire thúc giục chính phủ bảo vệ lừa như một Cực kỳ nguy cấp (CR) ở cấp phân loài. 

## Đặc trưng
Các con lừa hoang Nubian được biết đến với khả năng chịu đựng của nó. Nó có một thân hình thon thả và một sọc trên vai đầu của nó là khá lớn, với hai cái tai dài thanh mảnh, chiều cao đến vai của các con lừa hoang Nubian là khoảng 120 cm, màu lông thay đổi từ nâu nhạt đến xám. Lừa hoang Nubian đã từng sống ở phía đông bắc của châu Phi, từ núi và vùng núi đá và bán sa mạc và đồng cỏ. Chúng ăn uống vào ban đêm và sáng sớm. Các chế độ ăn uống bao gồm các loại cỏ và các loại forbs.
Trong cái nóng của ngày, lừa hoang Nubian nương náu trong bóng râm. Con đực có xu hướng sống một mình hoặc theo nhóm nhỏ. Con cái và con non và động vật trẻ sống theo bầy đàn.Không có hệ thống cấp bậc nghiêm ngặt trong đàn, và khi chiến đấu nổ ra, các con vật đá và cắn nhau. Sau gần một năm của thời kỳ mang thai, con cái thường sinh ra một con con. Các con mẹ và con non tách mình ra khỏi đàn cho đến khi chú lừa có thể nhận ra mẹ của nó

## Đặc điểm chung
Chúng rất thích hợp với cuộc sống trong môi trường sa mạc hay bán sa mạc. Chúng có hệ thống tiêu hóa phức tạp có thể tiêu hóa các thảm thực vật sa mạc và giải nén hơi ẩm (trích nước) từ thức ăn một cách hiệu quả. Chúng cũng có thể di chuyển mà không có nước trong một thời gian khá dài. Tai lớn của chúng cung cấp cho chúng một cảm giác tuyệt vời để nghe ngóng và hỗ trợ trong việc làm mát. Bởi vì các thảm thực vật thưa thớt trong môi trường của lừa hoang sống hơi tách rời nhau (ngoại trừ cho các con nái và con non), không giống như các đàn lìa nhau như ngựa hoang. Chúng có tiếng kêu rất lớn, có thể được nghe thấy trong hơn 3 km (1,9 mi), giúp chúng giữ liên lạc với con lừa khác trong diện rộng của hoang mạc.

## Hành vi
Chúng chủ yếu hoạt động trong những giờ mát giữa buổi chiều muộn và buổi sáng sớm, tìm kiếm bóng mát và nơi trú ẩn giữa những ngọn đồi đá trong ngày. Chúng cũng rất lanh lợi và nhanh nhẹn chân, có khả năng di chuyển nhanh chóng trên các tảng đá trên núi. Trên địa hình phẳng, nó đã được ghi nhận tốc độ đạt tối đa 70 km/h (43 mph). Để phù hợp với những cuộc chạy, lòng bàn chân của nó là đặc biệt phức tạp và móng guốc của nó phát triển rất nhanh chóng.
Con đực trưởng thành bảo vệ lãnh thổ rộng lớn khoảng 23 km vuông, đánh dấu chúng với phân đống - một dấu hiệu quan trọng của chủ hộ ở địa hình đơn điệu. Do kích thước của các phạm vi này, con đực chiếm ưu thế không thể loại trừ các con đực khác. Thay vào đó, những kẻ xâm nhập được dung nạp được công nhận và được coi là cấp dưới, và giữ khoảng cách càng tốt từ bất kỳ các con cái cư trú. Trong sự hiện diện của con cái kỳ động dục, con đực lớn tiếng. Những loài động vật sống theo bầy đàn lỏng lẻo lên đến năm mươi cá thể.
Lừa hoang có thể chạy nhanh, nhanh như một con ngựa. Tuy nhiên, không giống như động vật có vú có móng guốc lẻ, xu hướng của chúng là khi phát hiện có điều gì bất thường thì chúng không bỏ chạy ngay lập tức, kẻ cả từ một tình huống nguy hiểm, mà chúng sẽ khựng lại để kiểm tra và đánh giá tình huống, nhưng để điều tra đầu tiên trước khi quyết định phải làm gì. Khi cần, chúng có thể tự bảo vệ mình với cú đá từ cả hai phía trước và hai chân sau.
Chế độ ăn uống của chúng bao gồm các loại cỏ, vỏ cây và lá. Dù đã được thích nghi để sống trong một khí hậu khô cằn, chúng phụ thuộc vào nước, và khi không nhận được độ ẩm cần thiết từ thực vật, chúng phải uống nước ít nhất một lần sau mỗi ba ngày. Tuy nhiên, nó có thể tồn tại với một số lượng chất lỏng nhỏ đến đáng ngạc nhiên, và đã được báo cáo là chúng thậm chí có uống cả nước mặn lẫn nước lợ.

## Bảo tồn
Nhà sinh vật học chuyên gia, Robert C. Bauer cũng đã viết một bức thư cho chính phủ Bonairean minh họa tầm quan trọng của những con lừa hoang dã cho hệ sinh thái tự nhiên vốn có. Giống như thư Craig Downer, giải thích chi tiết các ổ sinh thái rất quan trọng được lấp đầy bởi những con lừa hoang dã. Cho đến nay, không có hành động nào đã được thực hiện bởi chính phủ. Lừa đực hiện đang bị bắt giữ, gắn thẻ và bị thiến bởi "Donkey Sanctuary của Bonaire" và thả ra, con cái mang thai đang bị giam tù chung với con đực và những con trẻ bị thiến, theo hợp đồng với chính quyền địa phương.
Các tổ chức địa phương đang được hình thành để cứu loài. Các tổ chức kêu gọi ông Downer người đi du lịch đến Bonaire tháng 7 năm 2014 để tiến hành các nghiên cứu bổ sung. Tuyên bố có nhiều chi tiết Craig Downer đã được trình bày với Chính phủ ra quyết định. Chính phủ Bonairean vẫn không ngăn được việc thiến các con lừa này. Ngày 23 tháng 10 năm 2014 sau khi toàn thế giới và áp lực của địa phương, Thống đốc Bonaire đặt một dừng tạm thời để các con lừa không bị thiến trong thời gian 6 tháng, bằng thư đến bảo tồn lừa của Bonaire. các nhóm bảo tồn địa phương báo cáo Bonaire rằng Donkey Sanctuary Bonaire tiếp tục bắt lừa cái và con cái của chúng sẽ được tổ chức thiến trong điều kiện nuôi nhốt.

## Quần thể
Loài này chỉ tồn tại ở Ethiophia, còn Ai Cập và Sudan thì không rõ còn tồn tại hay đã tuyệt chủng. Quần thể cũng không rõ xu hương tăng hay giảm nhưng hiên jtaij thì quần thể bị đe dọa tuyệt chủng đến mức nghiêm trọng.